# Andy Schleck

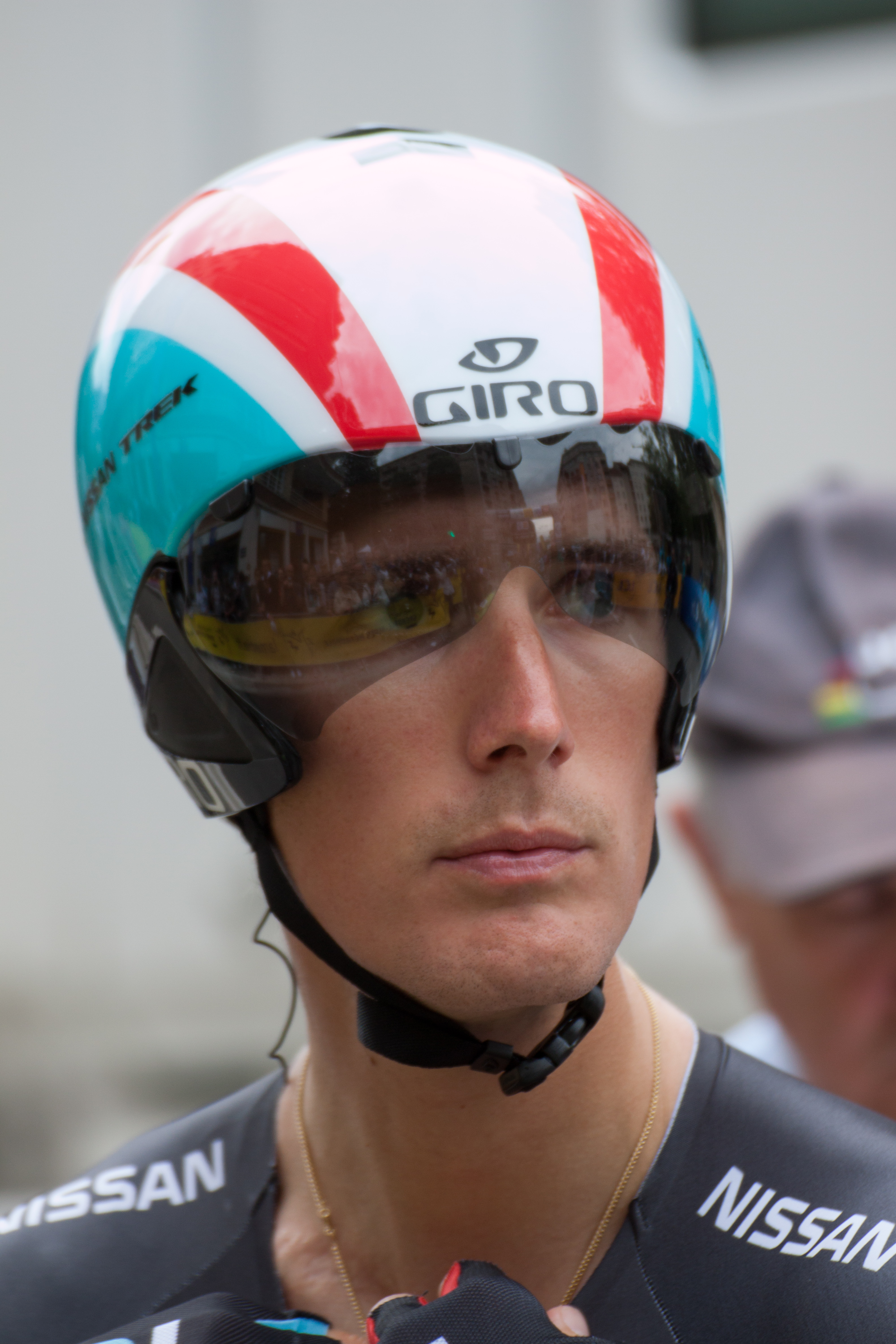
Andy Schleck, Critérium du Dauphiné 2012.

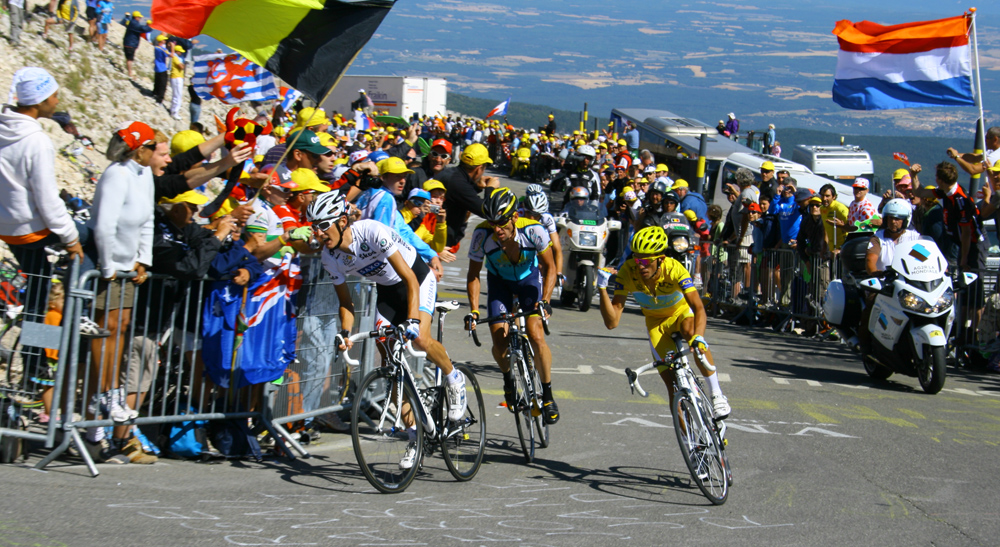
Andy Schleck, längst till vänster i vit tröja, cyklar uppför Mont Ventoux under 2009 års Tour de France, tätt följd av Lance Armstrong och Alberto Contador.

Andy Schleck, född 10 juni 1985 i Luxemburg, är en före detta professionell tävlingscyklist från Luxemburg. Schleck slutade på andra plats på Tour de France 2009, 2010 och 2011, men fick senare segern i Tour de France 2010 sedan Alberto Contador blivit avstängd för dopning. Schleck slutade även tvåa på Giro d'Italia 2007. Schleck vann ungdomstävlingen i Tour de France under åren 2008 och 2009. Han vann också ungdomstävlingen i Giro d'Italia år 2007. Under säsongen 2009 vann han endagsloppet Liège-Bastogne-Liège.

## Amatörkarriären
År 2004 började Andy Schleck att tävla för VC Roubaix Cycling Club. Samma år vann han det franska etapploppet Flèche de Sud. I samma tävling deltog det franska landslaget och rykten om den unga cyklisten spreds till det danska lagets Team CSCs manager Bjarne Riis. Dansken, som redan hade Schlecks äldre bror Fränk Schleck i laget, blev intresserad och efter att ha talat med Andy Schleck under Luxemburg runt började han att tävla för laget som stagiaire, vilket betyder att man som amatörcyklist får prova på proffslivet i slutet av säsongen, i början av september. Snart därpå skrev han på ett kontrakt för det danska stallet för två år.

## Karriär

### Team CSC/Team Saxo Bank
Andy Schleck blev professionell 2005 då han skrev på ett kontrakt med Team CSC. 2005, samma år som Andy blev professionell, vann han de luxemburgiska mästerskapen i tempolopp. Storebror Fränk Schleck vann linjeloppet. Året därpå kraschade den yngre brodern i GP Cholet och tog en åtta veckors lång ledighet från cykeln innan han kom tillbaka inför Katalonien runt i maj. Några dagar efter att den äldre brodern Fränk vunnit etappen uppför Alpe d'Huez i Tour de France samma år, vann Andy Schleck den tuffaste bergsetappen i Sachsen Tour, följt av en seger i den sista etappen.
Andy Schleck debuterade i Giro d'Italia 2007 och slutade tvåa sammanlagt i etapploppet och blev därmed en av de yngsta i historien att kliva upp på podiet. Italienaren Danilo di Luca vann tävlingen med 1 minut och 55 sekunders försprång. Den då 21-åriga Andy Schleck vann även ungdomsmästartröjan totalt. Samma år slutade han också fyra i Lombardiet runt efter att ha hjälpt sin bror Fränk Schleck, som kraschade med sex kilometer kvar.
Under säsongen 2008 slutade Andy Schleck på en fjärde plats på Liège-Bastogne-Liège efter Alejandro Valverde, Davide Rebellin och sin äldre bror Fränk Schleck. I juli 2008 vann Schleck ungdomstävlingen i Tour de France över en minut framför tjecken Roman Kreuziger. I Tour de France hjälpte han också Team CSC att vinna lagtävlingen och stallkamraten Carlos Sastre att ta den gula ledartröjan. 

#### 2009
I april 2009 slutade Andy Schleck tvåa på La Flèche Wallonne bakom den trefaldiga vinnaren Davide Rebellin. Några dagar senare tog Schleck sin största seger dittills i karriären när han vann vårklassikern Liège-Bastogne-Liège efter en soloattack. Vinsten var Luxemburgs första i Liège-Bastogne-Liège sedan Marcel Ernzer 1954. I juni vann han etapp 2 av Luxemburg runt framför stallkamraten Matti Breschel och Euskaltel-Euskadis Aitor Galdos. Han vann även de luxemburgiska mästerskapen i linjelopp framför Laurent Didier och sin bror Fränk Schleck. 
Andy Schleck övertog ledningen från Tony Martin i ungdomstävlingen på Tour de France 2009 efter att ha slutat tvåa på etapp 15 bakom Alberto Contador. Schleck slutade trea på etapp 17 bakom sin storebror Fränk Schleck och spanjoren Alberto Contador. Han slutade sedan på tredje plats på etapp 20, uppför Mont Ventoux, bakom utbrytarna Juan Manuel Gárate och Tony Martin. Framgången i Tour de France ledde till en slutgiltig andraplats i tävlingen bakom Alberto Contador men framför Lance Armstrong. Schleck tog med prispallsplacering också segern i ungdomstävlingen. Schleck gjorde ett försök att medverka i Vuelta a España 2009 men lämnade tävlingen under den åttonde etappen med anledning av kramper i magen.

#### 2010
Under säsongen 2010 var Andy Schleck nära att vinna Tour de France. Han ledde tävlingen under sex etapper men under etapp 15 tappade han kedjan och förlorade 39 sekunder till sin största rival Alberto Contador. Spanjoren tog ledningen och behöll den till Paris. Schleck slutade på andra plats i loppet, 39 sekunder bakom segraren Alberto Contador. Under tävlingen vann han två etapper och luxemburgaren blev den andra cyklisten i historien att vinna ungdomstävlingen tre gånger i rad; den första var Jan Ullrich.
Några månader efter Tour de France 2010 blev det känt att Alberto Contador hade testat positivt för clenbuterol. I februari 2012 blev Contador avstängd och blev samtidigt fråntagen segern, vilket gjorde Andy Schleck till vinnaren av 2010 års Tour de France.

### 2011 och framåt
I slutet av 2010 berättade bröderna Schleck att de tänkte lämna Team Saxo Bank efter säsongen 2010. I stället tänkte de tävla för ett nytt luxemburgskt ProTour-stall som höll på att startas upp av den tidigare sportdirektören i Team Saxo Bank, Kim Andersen. Saxo Bank valde att anställa Alberto Contador när Schleck skulle ersättas. Innan säsongen 2011 startade blev det känt att det nya laget skulle heta Leopard-Trek.
Andy Schleck vann etapp 18 i Tour de France 2011 efter en lång soloutbrytning. Dagen därpå slutade han på nionde plats och tog den gula ledartröjan. Den näst sista etappen var ett tempolopp och han lyckades inte behålla ledartröjan efter etappen. I stället gick segern i Tour de France till Cadel Evans. Schleck slutade på andra plats, medan den äldre brodern Fränk Schleck tog tredje platsen.
Inför säsongen 2012 gick Leopard-Trek ihop med det amerikanska cykelstallet Team RadioShack och bildade RadioShack-Nissan-Trek, för vilket Johan Bruyneel var team manager.
Andy kraschade under Critérium du Dauphinés fjärde etapp. Han förvärrade en tidigare knäskada och fick en fraktur i korsbenet, vilket tvingade honom att avstå från säsongens mål, Tour de France. Schleck försökte göra comeback under Tour of Beijing, som han bröt.
Inför säsongen 2013 bytte laget återigen namn, denna gången till Radioshack-Leopard-Trek.
Andy startade säsongen, tidigare än vanligt, med Tour Down Under i januari. Han bröt loppet under sista etappen, då han låg sist i sammandraget. Han hade en tuff vår, fick inte till några bra resultat och bröt majoriteten av loppen han ställde upp i. Han slutade på plats 20 i Tour de France 2013.
Motgångarna fortsatte under 2014, men Schleck blev ändå uttagen till Treks lag i Tour de France 2014. Han kraschade, skadade knät och tvingades bryta under etapp 3. Den 9 oktober meddelade Schleck att han avslutar karriären, som följd av skadan han ådrog sig under Tour de France.

### Resultat i Grand Tours
| Grand Tour | 2007 | 2008 | 2009 | 2010 | 2011 | 2012 | 2013 | 2014 |
| ---------- | ---- | ---- | ---- | ---- | ---- | ---- | ---- | ---- |
| Giro       | 2    | —    | —    | —    | —    | —    | —    | —    |
| Tour       | —    | 12   | 2    | 1    | 2    | —    | 20   | X    |
| Vuelta     | —    | —    | X    | X    | —    | —    | —    | —    |

X = Bröt tävlingen

## Privatliv
Andy Schlecks far, Johny Schleck är en före detta proffscyklist, som fick cykla både Tour de France och Vuelta a España under sin proffskarriär åren 1965–1974. Andy Schlecks storebror Fränk Schleck är också proffscyklist. 
Schleck bor numera i Mondorf-les-Bains. Förutom cyklingen tycker han om att fiska, jaga och vara i naturen. 

## Stall
- Team CSC 2005–2008
- Team Saxo Bank 2009–2010
- Team Leopard-Trek 2011
- RadioShack-Nissan-Trek 2012
- RadioShack-Leopard-Trek 2013
- Trek Factory Racing 2014